# Cheltenham, South Australia
Cheltenham är en ort i Australien. Den ligger i kommunen Port Adelaide Enfield och delstaten South Australia, omkring 10 kilometer nordväst om delstatshuvudstaden Adelaide. Antalet invånare är 2 176.
Runt Cheltenham är det mycket tätbefolkat, med 1 517 invånare per kvadratkilometer.. Närmaste större samhälle är Adelaide, omkring 10 kilometer sydost om Cheltenham.
Runt Cheltenham är det i huvudsak tätbebyggt. Genomsnittlig årsnederbörd är 593 millimeter. Den regnigaste månaden är juli, med i genomsnitt 95 mm nederbörd, och den torraste är december, med 13 mm nederbörd.